# 서부전구
중국인민해방군 서부전구(中國人民解放軍 西部戰區 , 영어: Western Theater Command, WTC)는 중국 인민해방군의 전구(戰區)이며 5대 전구 중 서부에 위치한 전구이다.

서부전구

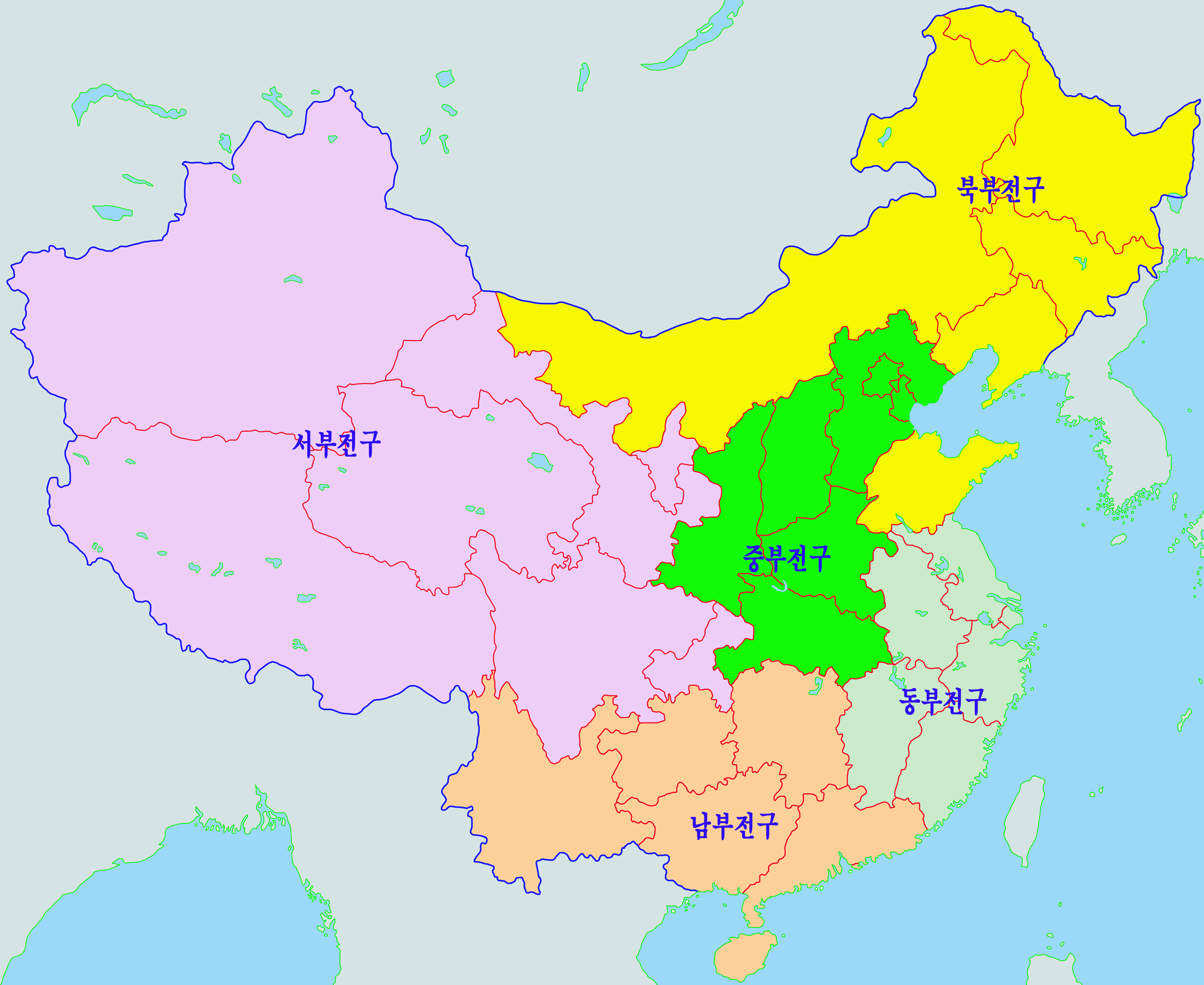
중국은 세계 4위 영토대국이며 세계 2위 경제대국이기 때문에 광활한 영토를 지키기 위해 영토를 기점으로 5개의 큰 군집단이 지키고 있다. 이들은 전구로 불린다.

## 역사
2016년 2월 1일, 중화인민공화국 베이징의 바이이 빌딩(八一大楼)에서 열린 중국 인민해방군 창립 회의가 열렸다. 회의에서 시진핑 국가주석 겸 중국 공산당 총서기는 전군을 7개 군구 편제에서 5개 전구 편제로 바꿀 것을 요구했다.

### 방어하는 영토
충칭과 간쑤성, 칭하이성, 쓰촨성, 신장위구르자치구, 서장자치구를 방어한다. 방어하는 영토는 461만km2에 달하는 광활한 면적이다.

## 서부전구 사령부
- 사령부 :
- 사령원 : 왕하이장(汪海江 57) 상장
- 정치위원 : 리펑뱌오 상장
- 부사령원 : 양이이 중장
- 부정치위원 : 장핑 중장

## 육군
- 서부전구 육군사령부 = 깐쑤성 란저우 주둔
  - 제76집단군(칭하이성 시닝시 주둔  : 구 란저우 군구 제21집단군)
  - 제77집단군(충칭시 주둔 : 구 청두 군구 제13집단군)

## 공군
- 인민해방군 공군
- 서부전구1 - 란저우 MRAF
  - 제6항공사단 - J-11연대 + J-7E연대 + J-7연대
  - 제36항공사단(폭격) - Y8H-1 정찰연대 + H-6E 폭격기연대 + H-6A 폭격기연대
  - 제37항공사단 - J-8H연대 + J-7E연대 + J-7G연대
  - CJ-6, JJ-5로 구성된 2개 비행훈련학교
  - JJ-6, J-7B로 구성된 1개 PLAAF 미사일테스트연대
  - 1개 복합방공사단
  - 1개 SAM여단
  - 4개 독립SAM연대
- 서부전구2 - 청두 MRAF
  - 제4항공사단(공중수송) - Y-7/Mi-17 운용
  - 제33항공사단 - J-7E연대 + J-7B연대 + J-11연대
  - 제44항공사단 - J-7B 2개 연대 + J-10연대
  - H-5, HJ-5, CJ-6로 구성된 1개 비행훈련학교
  - 1개 복합방공여단
  - 3개 독립SAM연대

### 중국 인민해방군 공군 전구별 전력
| 전구 | J-11    | J-10    | J-16   | J-20  | JH-7   | Su-27  | Su-30 | 3세대전투기(계) | 조기경보기(계) |
| ---- | ------- | ------- | ------ | ----- | ------ | ------ | ----- | --------------- | -------------- |
| 중부 | 200(4)  | 130(3)  | 25(1)  | 10(1) | 25(1)  | 50(1)  | 0     | 430             | 10             |
| 북부 | 150(3)  | 60(2)   | 50(2)  | 0     | 50(1)  | 0      | 0     | 260             | 8              |
| 동부 | 100(2)  | 125(3)  | 25(1)  | 10(1) | 125(3) | 25(1)  | 70(2) | 340             | 14             |
| 남부 | 0       | 125(3)  | 25(1)  | 0     | 0      | 25(1)  | 25(1) | 200             | 0              |
| 서부 | 200(4)  | 20(1)   | 0      | 0     | 70(2)  | 25(1)  | 0     | 225             | 6              |
| 전체 | 620(13) | 460(12) | 128(5) | 20(2) | 270(7) | 100(3) | 97(2) | 1,695           | 38             |

## 같이 보기
- 동부전구
- 남부전구
- 북부전구
- 중부전구
- 중국 인민해방군